# Comuna Škofljica
Škofljica (Občina Škofljica) este o comună din Slovenia, cu o populație de 7.119 locuitori (2002).

## Localități
Brezje nad Pijavo Gorico, Dole pri Škofljici, Drenik, Glinek, Gorenje Blato, Gradišče nad Pijavo Gorico, Gumnišče, Klada, Lanišče, Lavrica, Orle, Pijava Gorica, Pleše, Reber pri Škofljici, Smrjene, Škofljica, Vrh nad Želimljami, Zalog pri Škofljici, Želimlje